# Alpengrootoorvleermuis
De Alpengrootoorvleermuis is een vleermuis die voorkomt in de berggebieden van Europa. De soort is pas in het begin van de 21e eeuw geïdentificeerd als een aparte soort. Tevoren werden de exemplaren van deze soort die al bekend waren uit de Alpen afwisselend aan de bruine grootoorvleermuis of aan de grijze grootoorvleermuis toegeschreven. De identificatie van deze exemplaren was echter altijd moeilijk. In 2002-2003 werden deze exemplaren eerst als twee nieuwe soorten, P. alpinus Kiefer & Veith (2001) en P. microdontus Spitzenberger et al. (2002) beschreven, en daarna tot een ondersoort van Plecotus macrobullaris Kuzjakin, 1965, uit de Kaukasus gedegradeerd.
Deze ondersoort onderscheidt zich van de andere ondersoort, de Kaukasusgrootoorvleermuis (P. m. macrobullaris) door verschillen in kleur van de buik en de rug.
Er lopen nog onderzoeken naar de exacte verspreiding van de Alpengrootoorvleermuis in Europa, maar tot nu toe is hij bekend van de Alpen, de Pyreneeën, Corsica en de Balkan.